# وارن ريتشارد روبر
وارن ريتشارد روبر (بالإنجليزية: Warren Richard Roper)‏ (من مواليد 1938) وهو كيميائي حاصل على زمالة الجمعية الملكية من أصل نيوزيلندي وأستاذ فخري بجامعة أوكلاند.
تلقى روبر تعليمه في كلية نيلسون في الفترة من 1952 إلى 1956. ثم درس الكيمياء في جامعة كانتربري، وحصل على درجة الدكتوراه تحت إشراف الدكتور ويلكنز. أكمل شهادة الدكتوراه في عام 1963، وأمضى ثلاث سنوات في إجراء أبحاث بعد الدكتوراه في جامعة نورث كارولينا في الولايات المتحدة قبل العودة إلى نيوزيلندا. تم تعيين روبر كمحاضر في جامعة أوكلاند، حيث بقي كذلك حتى تقاعده.
ركز بحث روبر على الكيمياء العضوية الفلزية التركيبية والهيكلية وخاصة المركبات ذات السندات المعدنية - الكربونية - السليكونية - مثل سيليكون أو قصدير أو بورون. أصبح زميلا للجمعية الملكية لنيوزيلندا (RSNZ) في عام 1984 وزميل الجمعية الملكية في عام 1989. أعطى كلمة الوداع في مؤتمر المعهد النيوزيلندي للكيمياء لعام 2006 تكريما لتقاعده.